# 騎馬警官 (テレビドラマ)
『騎馬警官』（きばけいかん、原題: Due South）は、アメリカ合衆国イリノイ州シカゴに住み活躍するカナダ騎馬警察官の冒険を描いたカナダの警察官テレビドラマである。

## 歴史
騎馬警官は元々テレビ映画として制作され、アメリカ合衆国のCBS及びカナダのCTV上で共同放送されていた。このシリーズはCBSによって中止されるまで、1994年から1996年まで制作されていた。中断された1年後、CTVは国際的な投資により1997年にこのシリーズを復活させ、1999年まで2シーズン分を放送した。
日本ではNHK-BS2で第2シーズンまで放送されたが、第3シーズン以降の放送は予定されていない。その後、2006年よりCS放送のミステリチャンネルにて放送される。

## あらすじ
カナダ騎馬警官のベントン・フレイザーは、騎馬警官である自分の父を殺した男の行方を追っていた。その男が、シカゴに関連があるという情報を得たフレイザーは、シカゴ総領事館への転属を願い出て、受理される。
シカゴでは、27分署の刑事レイ・ベッキオらの協力も得て犯人を突き止める事が出来た。その後、フレイザーは、イヌイットの知恵や、独自の調査方法を用いながら、ベッキオや愛犬ディーフェンベイカーと共に様々な事件を解決していく。

## 主な登場人物、動物
- ベントン・フレイザー（カナダ騎馬警官、シカゴのカナダ領事館勤務。山岳警備隊員だった父ロバートが何者かに殺され、犯人の足跡を追ってシカゴにやってきた古風で礼儀正しく真面目な青年。仕事以外でもシカゴの住民に紳士的に振る舞う。都会的でお調子者のシカゴの27分署警官レイとコンビを組むことになる。山岳先住民の知恵と優れた聴覚や味覚を持ち、独特の捜査方法で数々の事件を解決していく。）：ポール・グロス（日本語吹替え：小山力也）
- レイモンド・ベッキオ（シカゴ警察27分署の刑事。ベントンからは「レイ」と呼ばれている。都会的でお調子者な性格だが、義理堅い一面も。ベントンの独特な捜査方法に半ば呆れているが、それでも尚彼を理解しており、皮肉を言いながらも良きコンビ関係を保つ。シーズン３第1話を最後に姿を消す。）：デヴィッド・マルシアーノ（日本語吹替え：阿藤快）
- スタンリー・レイモンド・コウォルスキ（シカゴ警察27分署の刑事で、シーズン３第1話にて初登場。レイが27分署を離れた後、後任としてベントンの前に現れ、初対面で困惑している彼にに対して、かつてのレイのようにベントンに振る舞おうとする。）：カラム・キース・レニー
- ディーフェンベイカー（フレイザーと行動する狼犬。犯人に臆せず立ち向かう。）
- ロバート・フレイザー（ベントンの父：カナダ騎馬警官、幽霊として登場し、当然息子のベントンにしか見えていない。いつでもどこでも現れ、彼の助言が事件解決のヒントになる事がある。）：ゴードン・ピンセント（日本語吹替え：大塚周夫）
- ウェルシュ警部補（シカゴ警察27分署の警部補で、ベッキオらの上司）：ボー・スター（日本語吹替え：穂積隆信）
- ヒューイ刑事（シカゴ警察27分署の刑事。ベッキオの同僚の黒人刑事。ガルディーノと組んでいる）：トニー・クレイグ（日本語吹替え：真実一路）
- ガルディーノ（シカゴ警察27分署の刑事でヒューイと組んでいる。シーズン２第７話で、犯人によって車に仕掛けられた爆弾が爆発し、殉職してしまう。）：ダニエル・カッシュ（日本語吹替え：俵木藤汰）
- イレーン（同：他の同僚には冷たいが、ベントンには優しくする）：カトリーヌ・ブルヒア（日本語吹替え：田野聖子）
- フランチェスカ（ベッキオの妹。気風のいい姉御肌な性格。シーズン３から27分署の刑事で働く事に。）：ラモーナ・ミラノ（日本語吹替え：高橋礼恵）
- サッチャー（第2シーズンからの登場で、ベントンの上司）：カミーラ・スコット（日本語吹替え：大西多摩恵）

## 放送局
このテレビドラマは世界中で放送された。
- アメリカ合衆国 ー CBS
  - パイロット版 1994年4月23日 (PM ET)
  - シーズン 1 1994年9月22日 - 1995年6月9日（金曜日 PM ET）
  - シーズン 2 1995年12月8日 - 1996年5月31日（金曜日 PM ET）
- アメリカ合衆国 ー シンジケーション
  - シーズン 3 1997年9月20日 - 1998年5月12日（PM ET）
  - シーズン 3 1998年11月2日 - 1998年12月10日（PM ET）
- カナダ ー CTV
  - パイロット版 1994年4月23日 (PM ET)
  - シーズン 1 1994年9月15日 - 1995年6月1日（PM ET）
  - シーズン 2 1995年11月7日 - 1996年9月19日（PM ET）
  - シーズン 3 1997年9月14日 - 1999年3月14日（PM ET）
- イギリス ー BBC
- 日本 ー NHK
  - シーズン 1 2001年8月7日 - 2002年2月12日（火曜日 11 PM JT）
  - シーズン 2 2002年10月15日 - 2003年2月25日（火曜日 11:15 PM JT）
- 日本 ー ミステリチャンネル
  - シーズン 1 2006年1月2日 - 2006年（月曜日 8 PM JT）